# Signe Enwall
Signe Maria Enwall, född 14 juli 1899 i Hedvig Eleonora församling, Stockholm, död 14 juni 1977 på Strömsbergs säteri, Enköping, var en svensk skådespelare. Hon var dotter till skådespelarparet Frans Enwall och Agda Mayer.
Enwall gick Dramatens elevskola och var engagerad vid Dramaten 1921–1956, 1959–1960 och sporadiskt från 1963. Hon var lärare för dess elevskola 1941–1963. Åren 1959–1962 var hon engagerad vid olika teatrar.
Signe Enwall är begravd på Jäders kyrkogård.

## Filmografi
Enligt Svensk filmdatabas. Kortfilmer ej medtagna.
- 1924 – Gösta Berlings saga
- 1929 – Rågens rike
- 1944 – Kungajakt
- 1944 – Klockan på Rönneberga
- 1947 – Får jag lov, magistern!
- 1948 – Lars Hård
- 1949 – Pippi Långstrump
- 1949 – Smeder på luffen
- 1950 – Restaurant Intim
- 1960 – Av hjärtans lust
- 1962 – Chans
- 1963 – Ett drömspel
- 1968 – Flickorna

## Teater

### Roller (ej komplett)
| År   | Roll                                          | Produktion                                                           | Regi                | Teater      |
| ---- | --------------------------------------------- | -------------------------------------------------------------------- | ------------------- | ----------- |
| 1919 | Fru de Machault                               | Äventyret Gaston Arman de Caillavet och Robert de Flers              | Karl Hedberg        | Dramaten    |
| 1921 | En slavinna                                   | Turandot Carlo Gozzi                                                 | Olof Molander       | Dramaten    |
| 1921 | Berthe                                        | Hemkomsten Robert de Flers och Francis de Croisset                   | Karl Hedberg        | Dramaten    |
| 1921 | Fjärde tjänarinnan                            | Elektra Hugo von Hofmannsthal                                        | Tor Hedberg         | Dramaten    |
| 1922 | Lotta                                         | Andras affärer Gustaf af Geijerstam                                  | Gustaf Linden       | Dramaten    |
| 1922 | Marta                                         | Stulen lycka Giuseppe Giacosa                                        | Tore Svennberg      | Dramaten    |
| 1923 | En tjänsteflicka Änkan Ludvigsen              | Föräldrar Otto Benzon                                                | Olof Molander       | Dramaten    |
| 1924 | Anna                                          | Äventyrens värld Christian Günther                                   | Karl Hedberg        | Dramaten    |
| 1924 | Mariette Damen i svart                        | Knock Jules Romains                                                  | Karl Hedberg        | Dramaten    |
| 1925 | Nanine                                        | Kameliadamen Alexandre Dumas den yngre                               | Olof Molander       | Dramaten    |
| 1925 | Hertiginnan La Trémouille                     | Sankta Johanna George Bernard Shaw                                   | Gustaf Linden       | Dramaten    |
| 1927 | Fru de Bellefond                              | Doktor Mirakel Robert de Flers och Franois de Croisset               | Karl Hedberg        | Dramaten    |
| 1928 | Fru Kilman                                    | Hoppla, vi lever! Ernst Toller                                       | Per Lindberg        | Dramaten    |
| 1928 | Mrs Shawn                                     | Ryktbarhet Arnold Bennett                                            | Gustaf Linden       | Dramaten    |
| 1929 | Fru Hoepfl                                    | Siegfried Jean Giraudoux                                             | Olof Molander       | Dramaten    |
| 1930 | Ernestine Muche Baronessan Pitart-Vergniolles | Topaze Marcel Pagnol                                                 | Gustaf Linden       | Dramaten    |
| 1931 | Tredje halvgamla damen                        | Jag har varit en tjuv! Sigfrid Siwertz                               | Olof Molander       | Dramaten    |
| 1931 | Miss Tomkins                                  | Pickwick-klubben František Langer efter Charles Dickens              | Olof Molander       | Dramaten    |
| 1932 | Underofficershustru                           | Revisorn Nikolaj Gogol                                               | Alf Sjöberg         | Dramaten    |
| 1932 | En moderängel Sippora                         | Guds gröna ängar Marc Connelly                                       | Olof Molander       | Dramaten    |
| 1932 | Agot Florvågen                                | Över förmåga Björnstjerne Björnson                                   | Alf Sjöberg         | Dramaten    |
| 1933 | En borgarkvinna Olofs moder                   | Mäster Olof August Strindberg                                        | Olof Molander       | Dramaten    |
| 1933 | Marie-Louise                                  | Damen i vitt Marcel Achard                                           | Rune Carlsten       | Dramaten    |
| 1934 | Mrs Bardell                                   | Pickwick-klubben František Langer efter Charles Dickens              | Olof Molander       | Dramaten    |
| 1934 | En kammarjungfru                              | Den italienska halmhatten Eugene Labiche                             | Olof Molander       | Dramaten    |
| 1934 | En husjungfru                                 | Anständighetens vällust Luigi Pirandello                             | Anders de Wahl      | Dramaten    |
| 1935 | Alma                                          | Kvartetten som sprängdes Birger Sjöberg                              | Rune Carlsten       | Dramaten    |
| 1937 | Johanne                                       | Vår ära och vår makt Nordahl Grieg                                   | Alf Sjöberg         | Dramaten    |
| 1937 | Fru Milsom                                    | En sån dag! Dodie Smith                                              | Rune Carlsten       | Dramaten    |
| 1938 | Första halvgamla damen                        | Spel på havet Sigfrid Siwertz                                        | Alf Sjöberg         | Dramaten    |
| 1938 | Martha                                        | Älskling, jag ger mig… Mark Reed                                     | Olof Molander       | Dramaten    |
| 1938 | Fröken Fordyce                                | Kvinnorna Clare Boothe Luce                                          | Rune Carlsten       | Dramaten    |
| 1939 | Första kvinnan En dam                         | Nederlaget Nordahl Grieg                                             | Svend Gade          | Dramaten    |
| 1939 | Barnmorskan                                   | Kejsaren av Portugallien Selma Lagerlöf                              | Rune Carlsten       | Dramaten    |
| 1940 | Mona                                          | Den lilla hovkonserten Toni Impekoven och Paul Verhoeven             | Rune Carlsten       | Dramaten    |
| 1942 | Fru Douglas                                   | Ut till fåglarna George S. Kaufman och Moss Hart                     | Alf Sjöberg         | Dramaten    |
| 1943 | Fru Pingot                                    | Kungen Robert de Flers, Emmanuel Arène och Gaston Arman de Caillavet | Rune Carlsten       | Dramaten    |
| 1944 | En husjungfru                                 | Innanför murarna Henri Nathansen                                     | Carlo Keil-Möller   | Dramaten    |
| 1950 | Fru Inger Trolle                              | Ljungby horn Frans Hedberg                                           | Carl-Henrik Fant    | Dramaten    |
| 1950 | Gabrielle, tokiga fröken i Saint-Sulpice      | Tokiga grevinnan Jean Giraudoux                                      | Olof Molander       | Dramaten    |
| 1951 | Märta Vaktmästarfrun                          | Amorina Carl Jonas Love Almqvist                                     | Alf Sjöberg         | Dramaten    |
| 1952 | Hilma Äppelgumma                              | Harlekino och Harlekina Else Fisher                                  | Kurt-Olof Sundström | Dramaten    |
| 1959 | Lady Matheson                                 | Vid skilda bord Terence Rattigan                                     | Per Gerhard         | Vasateatern |
| 1963 | Lortlollan                                    | Tiggarens opera John Gay                                             | Per-Axel Branner    | Dramaten    |
| 1964 | Andra bondkvinnan                             | Tre knivar från Wei Harry Martinson                                  | Ingmar Bergman      | Dramaten    |

## Radioteater
| År   | Roll         | Produktion                                  | Regi        |
| ---- | ------------ | ------------------------------------------- | ----------- |
| 1951 | Ulla Sandsjö | Hillman & Son: Matt med damen Folke Mellvig | Lars Madsén |